# خلشا چهارده
خلشا چهارده، روستایی از توابع بخش مرکزی شهرستان آستانه اشرفیه در استان گیلان ایران است.
این روستا زیارتگاه آقا سید یوسف است.

## جمعیت
این روستا در دهستان چهارده قرار دارد و براساس سرشماری مرکز آمار ایران در سال ۱۳۸۵، جمعیت آن ۳۳۱ نفر (۱۰۴خانوار) بوده‌است.